# Pallavolo ai XXIII Giochi centramericani e caraibici - Torneo femminile
Il torneo femminile di pallavolo ai XXIII Giochi centramericani e caraibici si è svolta dal 20 al 25 luglio 2018 a Barranquilla, in Colombia, durante i XXIII Giochi centramericani e caraibici: al torneo hanno partecipato otto squadre nazionali centramericane e caraibiche e la vittoria finale è andata per la settima volta, la quinta consecutiva, alla Repubblica Dominicana.

## Impianti
|                                                                           |  |  |
|                                                                           |  |  |
| Coliseo Humberto Perea Città: Barranquilla Capienza: - Anno d'apertura: - |  |  |

## Regolamento
Le squadre hanno disputato una prima fase a gironi con formula del girone all'italiana: al termine della prima fase:
- Le prime tre classificate di ogni girone hanno acceduto alla fase finale per il primo posto, strutturata in quarti di finale (a cui non ha partecipato la prima classificata di ogni girone, già qualificata alle semifinali), semifinali, finale per il terzo posto e finale.
- L'ultima classificata di ogni girone e le due sconfitte ai quarti di finale della fase finale per il primo posto hanno acceduto alla fase finale per il quinto posto, strutturata in semifinali, finale per il settimo posto e finale per il quinto posto.

### Criteri di classifica
Se il risultato finale è stato di 3-0 sono stati assegnati 5 punti alla squadra vincente e 0 a quella sconfitta, se il risultato finale è stato di 3-1 sono stati assegnati 4 punti alla squadra vincente e 1 a quella sconfitta, se il risultato finale è stato di 3-2 sono stati assegnati 3 punti alla squadra vincente e 2 a quella sconfitta.
L'ordine del posizionamento in classifica è stato definito in base a:
- Numero di partite vinte;
- Punti;
- Ratio dei punti realizzati/subiti;
- Ratio dei set vinti/persi;
- Risultati dell'ultimo scontro diretto (fra due formazioni).
- Classifica avulsa (fra più di due formazioni).

## Squadre partecipanti
| Squadra           | Qualificazione         | Ultima partecipazione |
| ----------------- | ---------------------- | --------------------- |
| Colombia          | Paese organizzatore    | Veracruz 2014         |
| Costa Rica        | 8ª nel ranking NORCECA | Veracruz 2014         |
| Cuba              | 4ª nel ranking NORCECA | Veracruz 2014         |
| Messico           | 6ª nel ranking NORCECA | Veracruz 2014         |
| Porto Rico        | 3ª nel ranking NORCECA | Veracruz 2014         |
| Rep. Dominicana   | 2ª nel ranking NORCECA | Veracruz 2014         |
| Trinidad e Tobago | 7ª nel ranking NORCECA | Veracruz 2014         |
| Venezuela         | Wild card              | Veracruz 2014         |

## Torneo

### Fase a gironi
| Girone A        | Girone B          |
| --------------- | ----------------- |
| Cuba            | Colombia          |
| Messico         | Costa Rica        |
| Rep. Dominicana | Porto Rico        |
| Venezuela       | Trinidad e Tobago |

#### Girone A

##### Risultati
| 20 luglio 2018 Coliseo Humberto Perea, Barranquilla Durata: 1h:19 - Spettatori: 1 500 | Rep. Dominicana | 3 - 0 | Venezuela       | 25-11, 29-27, 25-11               |
| 20 luglio 2018 Coliseo Humberto Perea, Barranquilla Durata: 2h:08 - Spettatori: 1 000 | Cuba            | 2 - 3 | Messico         | 22-25, 25-21, 25-20, 19-25, 8-15  |
| 21 luglio 2018 Coliseo Humberto Perea, Barranquilla Durata: 1h:24 - Spettatori: 500   | Venezuela       | 0 - 3 | Messico         | 20-25, 18-25, 16-25               |
| 21 luglio 2018 Coliseo Humberto Perea, Barranquilla Durata: 1h:46 - Spettatori: 2 000 | Rep. Dominicana | 3 - 1 | Cuba            | 25-18, 25-17, 20-25, 25-17        |
| 22 luglio 2018 Coliseo Humberto Perea, Barranquilla Durata: 2h:01 - Spettatori: 1 500 | Cuba            | 2 - 3 | Venezuela       | 28-30, 25-18, 21-25, 25-12, 15-17 |
| 22 luglio 2018 Coliseo Humberto Perea, Barranquilla Durata: 1h:54 - Spettatori: 3 000 | Messico         | 1 - 3 | Rep. Dominicana | 25-22, 16-25, 19-25, 17-25        |

##### Classifica
| Pos | Squadra         | Pt | G | V | P | SV | SP | Ratio | PF  | PS  | Ratio |
| --- | --------------- | -- | - | - | - | -- | -- | ----- | --- | --- | ----- |
| 1.  | Rep. Dominicana | 13 | 3 | 3 | 0 | 9  | 2  | 4.500 | 271 | 203 | 1.335 |
| 2.  | Messico         | 9  | 3 | 2 | 1 | 7  | 5  | 1.400 | 258 | 250 | 1.032 |
| 3.  | Venezuela       | 3  | 3 | 1 | 2 | 3  | 8  | 0.375 | 205 | 268 | 0.765 |
| 4.  | Cuba            | 5  | 3 | 0 | 3 | 5  | 9  | 0.556 | 290 | 303 | 0.957 |

#### Girone B

##### Risultati
| 20 luglio 2018 Coliseo Humberto Perea, Barranquilla Durata: 1h:52 - Spettatori: 1 500 | Porto Rico        | 3 - 1 | Trinidad e Tobago | 19-25, 25-17, 25-16, 25-20 |
| 20 luglio 2018 Coliseo Humberto Perea, Barranquilla Durata: 1h:04 - Spettatori: 2 000 | Colombia          | 3 - 0 | Costa Rica        | 25-14, 25-9, 25-7          |
| 21 luglio 2018 Coliseo Humberto Perea, Barranquilla Durata: 1h:21 - Spettatori: 2 800 | Costa Rica        | 0 - 3 | Porto Rico        | 17-25, 14-25, 20-25        |
| 21 luglio 2018 Coliseo Humberto Perea, Barranquilla Durata: 1h:20 - Spettatori: 6 000 | Colombia          | 3 - 0 | Trinidad e Tobago | 25-22, 25-19, 25-20        |
| 22 luglio 2018 Coliseo Humberto Perea, Barranquilla Durata: 1h:17 - Spettatori: 1 000 | Trinidad e Tobago | 3 - 0 | Costa Rica        | 25-18, 25-23, 25-16        |
| 22 luglio 2018 Coliseo Humberto Perea, Barranquilla Durata: 1h:38 - Spettatori: 2 000 | Porto Rico        | 0 - 3 | Colombia          | 20-25, 27-29, 21-25        |

##### Classifica
| Pos | Squadra           | Pt | G | V | P | SV | SP | Ratio | PF  | PS  | Ratio |
| --- | ----------------- | -- | - | - | - | -- | -- | ----- | --- | --- | ----- |
| 1.  | Colombia          | 15 | 3 | 3 | 0 | 9  | 0  | MAX   | 229 | 159 | 1.440 |
| 2.  | Porto Rico        | 9  | 3 | 2 | 1 | 6  | 4  | 1.500 | 237 | 208 | 1.139 |
| 3.  | Trinidad e Tobago | 6  | 3 | 1 | 2 | 4  | 6  | 0.667 | 214 | 226 | 0.947 |
| 4.  | Costa Rica        | 0  | 3 | 0 | 3 | 0  | 9  | 0.000 | 138 | 225 | 0.613 |

### Fase finale

#### Finale 1º e 3º posto
|  | Quarti di finale | Quarti di finale  | Quarti di finale |  |  | Semifinali | Semifinali      | Semifinali |  |  | Finale          | Finale          | Finale          |
|  |                  |                   |                  |  |  |            |                 |            |  |  |                 |                 |                 |
|  |                  |                   |                  |  |  | 2A         | Messico         | 1          |  |  |                 |                 |                 |
|  | 2A               | Messico           | 3                |  |  | 1B         | Colombia        | 3          |  |  |                 |                 |                 |
|  | 3B               | Trinidad e Tobago | 1                |  |  |            |                 |            |  |  | 1B              | Colombia        | 0               |
|  |                  |                   |                  |  |  |            |                 |            |  |  | 1A              | Rep. Dominicana | 3               |
|  |                  |                   |                  |  |  | 2B         | Porto Rico      | 0          |  |  |                 |                 |                 |
|  | 2B               | Porto Rico        | 3                |  |  | 1A         | Rep. Dominicana | 3          |  |  | Finale 3° posto | Finale 3° posto | Finale 3° posto |
|  | 3A               | Venezuela         | 0                |  |  |            |                 |            |  |  | 2A              | Messico         | 2               |
|  |                  |                   |                  |  |  |            |                 |            |  |  | 2B              | Porto Rico      | 3               |

##### Quarti di finale
| 23 luglio 2018 Coliseo Humberto Perea, Barranquilla Durata: 1h:57 - Spettatori: 1 500 | Messico    | 3 - 1 | Trinidad e Tobago | 20-25, 25-22, 25-22, 25-17 |
| 23 luglio 2018 Coliseo Humberto Perea, Barranquilla Durata: 1h:18 - Spettatori: 2 500 | Porto Rico | 3 - 0 | Venezuela         | 25-15, 25-14, 25-16        |

##### Semifinali
| 24 luglio 2018 Coliseo Humberto Perea, Barranquilla Durata: 2h:01 - Spettatori: 3 000 | Messico    | 1 - 3 | Colombia        | 14-25, 25-23, 18-25, 20-25 |
| 24 luglio 2018 Coliseo Humberto Perea, Barranquilla Durata: 1h:30 - Spettatori: 2 000 | Porto Rico | 0 - 3 | Rep. Dominicana | 22-25, 15-25, 19-25        |

##### Finale 3º posto
| 25 luglio 2018 Coliseo Humberto Perea, Barranquilla Durata: 2h:42 - Spettatori: 5 000 | Messico | 2 - 3 | Porto Rico | 24-26, 25-15, 19-25, 29-27, 12-15 |

##### Finale
| 25 luglio 2018 Coliseo Humberto Perea, Barranquilla Durata: 1h:25 - Spettatori: 4 200 | Colombia | 0 - 3 | Rep. Dominicana | 19-25, 17-25, 19-25 |

#### Finale 5º e 7º posto
|  | Semifinali        | Semifinali        | Semifinali        |                   |           | Finale 5º/6º posto | Finale 5º/6º posto | Finale 5º/6º posto |  |
|  |                   |                   |                   |                   |           |                    |                    |                    |  |
|  | Venezuela         | Venezuela         | 3                 |                   |           |                    |                    |                    |  |
|  | Venezuela         | Venezuela         | 3                 |                   |           |                    |                    |                    |  |
|  | Costa Rica        | Costa Rica        | 0                 |                   |           |                    |                    |                    |  |
|  | Costa Rica        | Costa Rica        | 0                 |                   | Venezuela | Venezuela          | 0                  |                    |  |
|  |                   |                   |                   |                   | Venezuela | Venezuela          | 0                  |                    |  |
|  |                   |                   | Trinidad e Tobago | Trinidad e Tobago | 3         |                    |                    |                    |  |
|  | Trinidad e Tobago | Trinidad e Tobago | Trinidad e Tobago | Trinidad e Tobago | 3         | 3                  |                    |                    |  |
|  | Trinidad e Tobago | Trinidad e Tobago |                   |                   |           | 3                  |                    |                    |  |
|  | Cuba              | Cuba              | 0                 |                   |           | Finale 7º/8º posto | Finale 7º/8º posto | Finale 7º/8º posto |  |
|  | Cuba              | Cuba              | 0                 |                   |           |                    |                    |                    |  |
|  |                   |                   |                   |                   |           |                    |                    |                    |  |
|  |                   |                   |                   |                   |           | Costa Rica         | Costa Rica         | 1                  |  |
|  |                   |                   |                   |                   |           | Costa Rica         | Costa Rica         | 1                  |  |
|  |                   |                   |                   |                   |           | Cuba               | Cuba               | 3                  |  |

##### Semifinali
| 24 luglio 2018 Coliseo Humberto Perea, Barranquilla Durata: 1h:10 - Spettatori: 750   | Venezuela         | 3 - 0 | Costa Rica | 25-15, 25-12, 25-13 |
| 24 luglio 2018 Coliseo Humberto Perea, Barranquilla Durata: 1h:16 - Spettatori: 1 500 | Trinidad e Tobago | 3 - 0 | Cuba       | 25-19, 25-16, 25-22 |

##### Finale 7º posto
| 25 luglio 2018 Coliseo Humberto Perea, Barranquilla Durata: 1h:32 - Spettatori: 200 | Costa Rica | 1 - 3 | Cuba | 19-25, 13-25, 25-23, 12-25 |

##### Finale 5º posto
| 25 luglio 2018 Coliseo Humberto Perea, Barranquilla Durata: 1h:22 - Spettatori: 2 500 | Venezuela | 0 - 3 | Trinidad e Tobago | 24-26, 19-25, 20-25 |

## Podio

### Campione
Formazione: 1 Annerys Vargas, 3 Lisvel Eve, 4 Marianne Fersola, 5 Brenda Castillo, 6 Camil Domínguez, 7 Niverka Marte, 8 Cándida Arias, 14 Prisilla Rivera, 16 Yonkaira Peña, 17 Gina Mambrú, 19 Ana Binet, 20 Brayelin Martínez, 23 Gaila González, 24 Vielka Peralta, CT: Marcos Kwiek

### Secondo posto
Formazione: 2 Yeisy Soto, 3 Dayana Segovia, 5 Ana Karina Olaya, 6 Valerín Carabalí, 9 Juliana Toro, 11 Giselle Pérez, 12 Ivonne Montaño, 14 Angie Velásquez, 15 María Alejandra Marín, 16 Melissa Rangel, 17 Maria Sarmiento, 18 Margarita Martínez, 19 Amanda Coneo, 20 Verónica Pasos, CT: Antonio Rizola

### Terzo posto
Formazione: 1 Daly Santana, 2 Shara Venegas, 3 Valeria León, 4 Raymariely Santos, 8 Jennifer Nogueras, 10 Jennifer Quesada, 11 Sofía Victoriá, 12 Neira Ortiz, 13 Shirley Ferrer, 14 Natalia Valentín, 17 Noami Santos, 18 Alba Hernández, 19 Ana Sofía Jusino, 21 Pilar Victoriá, CT: Javier Gaspar

## Classifica finale
| Pos | Squadre           |
| --- | ----------------- |
|     | Rep. Dominicana   |
|     | Colombia          |
|     | Porto Rico        |
| 4   | Messico           |
| 5   | Trinidad e Tobago |
| 6   | Venezuela         |
| 7   | Cuba              |
| 8   | Costa Rica        |

## Premi individuali
| Premio                 | Nome                  | Squadra           |
| ---------------------- | --------------------- | ----------------- |
| MVP                    | Prisilla Rivera       | Rep. Dominicana   |
| Miglior realizzatrice  | Andrea Rangel         | Messico           |
| Miglior servizio       | Krystle Esdelle       | Trinidad e Tobago |
| Miglior ricevitrice    | Amanda Coneo          | Colombia          |
| Miglior difesa         | Brenda Castillo       | Rep. Dominicana   |
| Miglior palleggiatrice | María Alejandra Marín | Colombia          |
| Miglior opposto        | Gaila González        | Rep. Dominicana   |
| Miglior schiacciatrice | Channon Thompson      | Trinidad e Tobago |
| Miglior schiacciatrice | Amanda Coneo          | Colombia          |
| Miglior centrale       | Sinead Jack           | Trinidad e Tobago |
| Miglior centrale       | Lisvel Eve            | Rep. Dominicana   |
| Miglior libero         | Brenda Castillo       | Rep. Dominicana   |